# The Furtivos
The Furtivos (también conocidos como Los Furtivos) fueron un grupo español de rock de garaje surgido en la localidad de Alagón (un pueblo de la provincia aragonesa de Zaragoza) en 1986.
La  banda fue fundada por Miguel Ángel Barceló a la batería, Óscar Carriedo y Miguel Ángel Bernal a las guitarras, Esteban Manresa al bajo y José Antonio Bernal como vocalista. Con la incorporación de José Antonio Higueras (Ruly) al órgano Vox, se configuraron definitivamente como sexteto en 1987. 
Su sonido, claramente adscribible al Garage rock, estaba influido por el de bandas estadounidenses de sixties punk como The Sonics, The Seeds o The 13th Floor Elevators; así como por el rock and roll clásico, la British Invasion sesentera, el rock español de los 60 y el Punk. Formaron parte, al lado de otros grupos como Sex Museum, Los Mestizos, Los Macana, The Nativos o Los Fossiles, de la primera oleada española del "Garage Revival de los 80". Junto a ellos, son considerados pioneros de la escena garajera nacional.
En su corta existencia apenas publicaron media docena de canciones, repartidas entre un recopilatorio y dos sencillos editados en sellos independientes. Su estilo, caracterizado por su suciedad, crudeza y primitivismo (en un género que ya es bastante áspero de por sí) ha sido definido, a veces, como "garaje cavernícola" o "garaje-punk neanderthal".
En 1990, la incorporación de varios de sus miembros al servicio militar obligatorio hizo que la banda se disolviese. 
Desde entonces, han visto sus temas reeditados en diferentes ocasiones y formatos; y, con el tiempo, han adquirido el estatus de banda de culto, siendo citados como influencia y referente por varios grupos de Garage rock españoles y latinoamericanos.
En 2008 la discográfica Grabaciones en el Mar reunió en un LP recopilatorio todos los temas que la banda había publicado, a los que añadió demos y maquetas grabadas entre 1987 y 1990. El disco se publicó con el título "The Furtivos; discos de oro, jets privados y chicas en bikini. La asombrosa y verdadera historia de Los Furtivos (1986-1990)". Posteriormente, el álbum fue reeditado también en vinilo.

## Discografía
- Álbum compartido con varios grupos; "Sangre Española" (Grabaciones Interferencias. 1987). Dos temas: "Qué más quieres de mí" y "Sólo por ti".
- Sencillo: "No puedo aguantar más" y "Doctor Extraño" (Grabaciones Interferencias. 1988). Reeditado en varias ocasiones.
- Sencillo: "Sólo quiero rock'n'roll" y "Bajo control" (Grabaciones Interferencias. 1989).
- Álbum recopilatorio "The Furtivos: Discos de oro, jets privados y chicas en bikini" (Grabaciones en el Mar. 2008). Reeditado en vinilo en 2013.